# She (песня)
«She» — песня Американской панк-рок-группы Green Day. Она была выпущена как пятый и финальный сингл с их третьего альбома, Dookie. Песня была написана фронтменом Билли Джо Армстронгом про его прошлую девушку, которая показала ему феминистскую поэму с таким же названием. В ответ, Армстронг написал слова «She» и показал ей. Позже она бросила его и уехала, поэтому Армстронг решил включить «She» в альбом. Та же девушка является темой песен «Sassafras Roots», «Chump», «Good Riddance (Time of Your Life)» и "Amanda". Это один из немногих синглов Green Day, к которому не было снято видео.
На концерте в Madison Square Garden 5 декабря 1994 года, Армстронг исполнил эту песню голым.

## Список композиций
| №  | Название | Длительность |
| -- | -------- | ------------ |
| 1. | «She»    | 2:14         |